# Відносини Франції та Америк

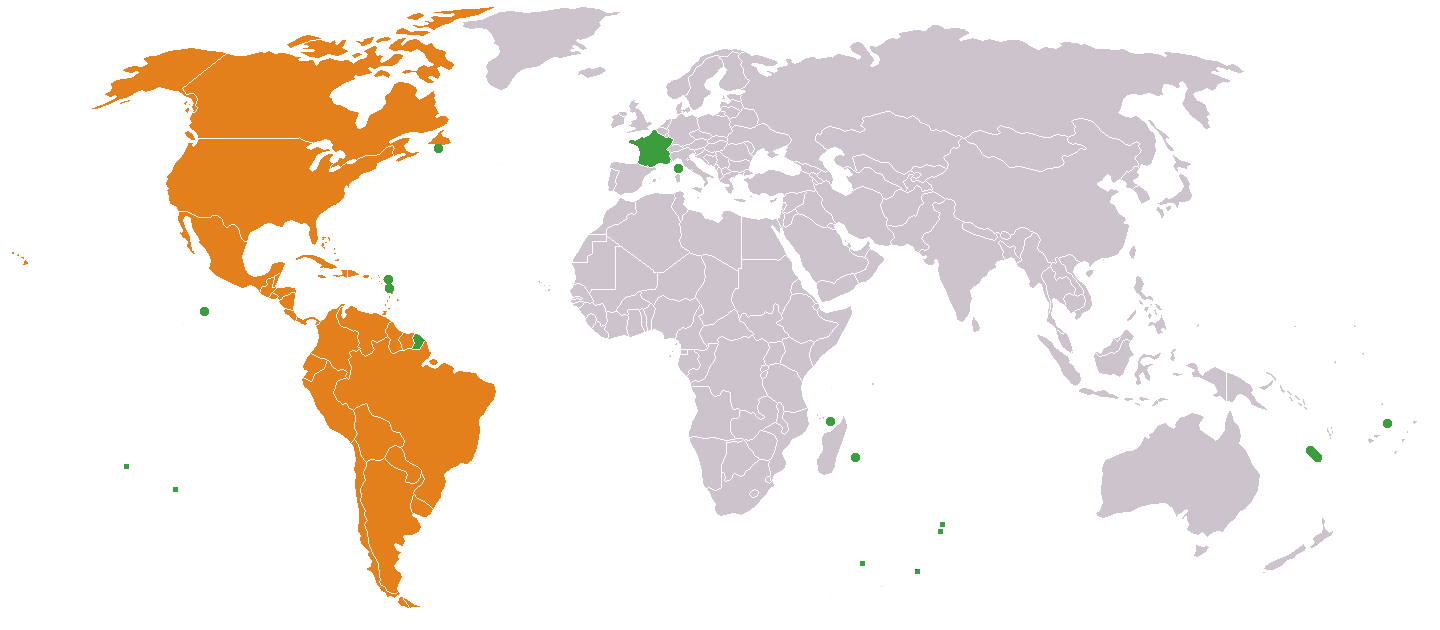
Відносини Франції та Америки тривають близько 500 років.

Відносини Франції та Америки започаткувалися в 16 столітті, незабаром після виявлення Христофором Колумбом Нового світу, і удосконалювались протягом декількох століть.

## Ранні зустрічі (XVI століття)

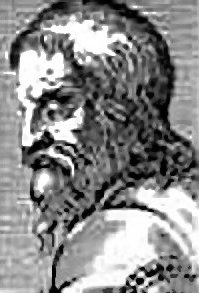
Біно Полмьє де Гонневіль досліджував Бразилію в 1504 році.

### Експедиції за Франциска I

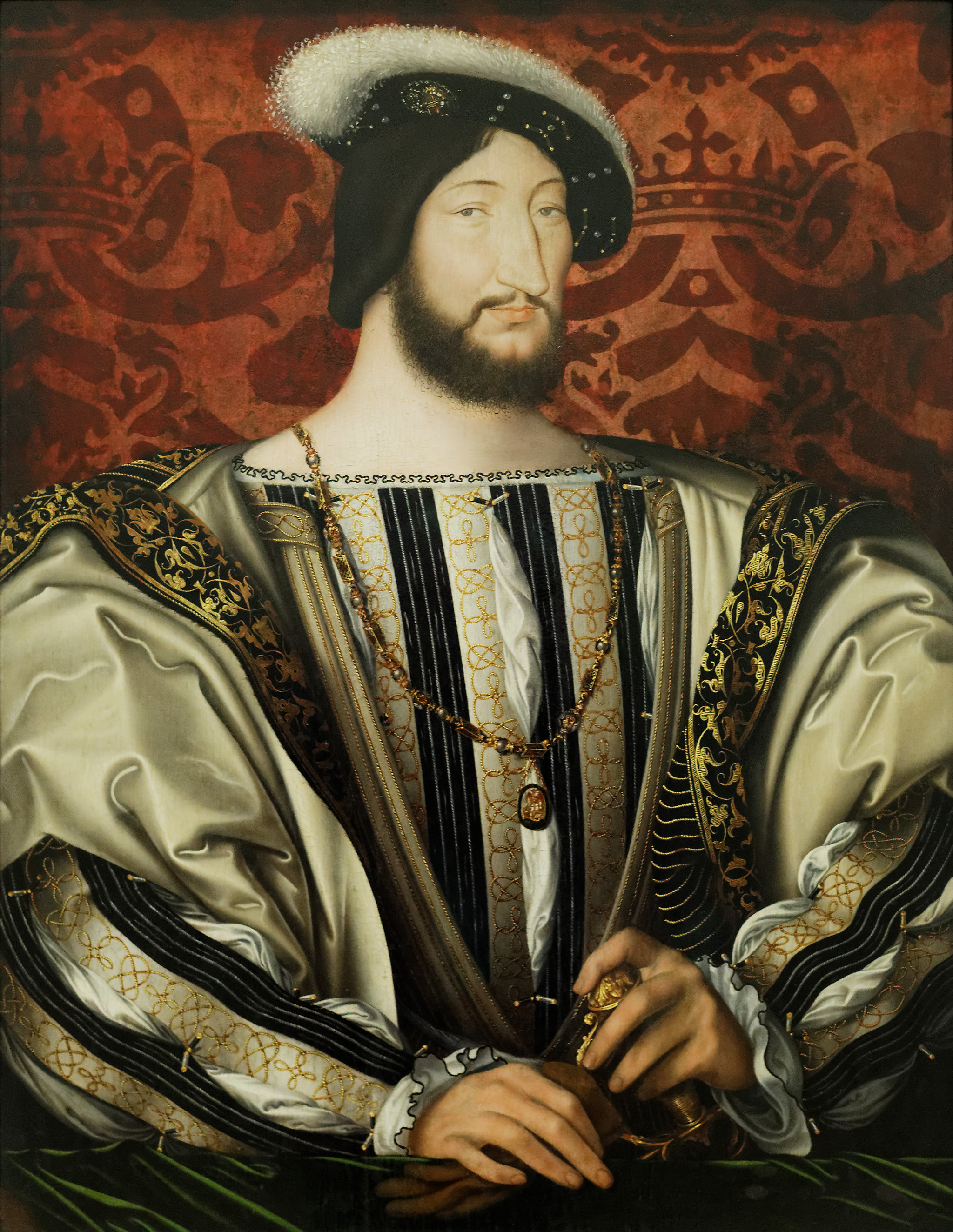
Франциск I організував перші французькі експедиції до Нового Світу.

Щоб врівноважити владу Габсбурзької монархії при Карлі V, а особливо її контроль над значними частинами Нового Світу через Корону Іспанії, Франциск I прагнув розвивати контакти з Новим Світом та Азією. 

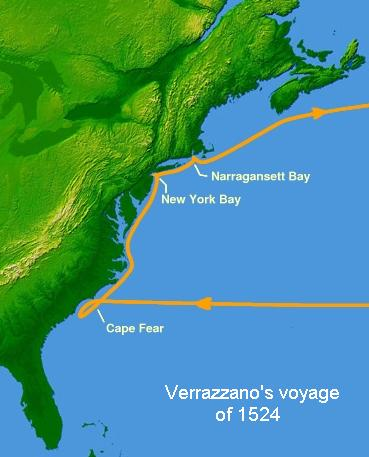
Подорож Джованні да Верраццано в 1524 році.

У 1524 році Франциск I допомагав громадянам Ліона у фінансуванні експедиції Джованні да Верраццано в Північну Америку. Верраццано був італійцем на службі французької корони. Метою його експедиції було дослідити землі на північ від Флориди та знайти прохід до Китаю. Верраццано був першим європейцем після скандинавської колонізації Америки близько 1000 р. н. е., хто досліджував атлантичне узбережжя Північної Америки між Південною та Північною Кароліною та Ньюфаундлендом, включаючи Нью-Йоркську гавань та затоку Наррагансетт у 1524 році: поміж цим, Джон Кабот вже досліджував Лабрадор на північ, а іспанці вже оселили певні частини Флориди. У цій експедиції Верраццано претендував на Ньюфаундленд для французької корони.
У 1531 р. Бертран д'Орнесан, барон де Сен-Бланкард здійснив спробу створити французьку торгову пошту в Пернамбуку, Бразилія.
У 1534 році Франциск І відправив Жака Картьє дослідити річку Святого Лаврентія в Квебеку, щоб знайти "деякі острови та землі, де, як кажуть, він повинен знайти велику кількість золота та інші багатства". У 1541 році Франциск І відправив Жана-Франсуа де ла Роке де Роберваль для заселення Канади та поширення там "святої католицької віри".

### Ранні колоністи гугенотів

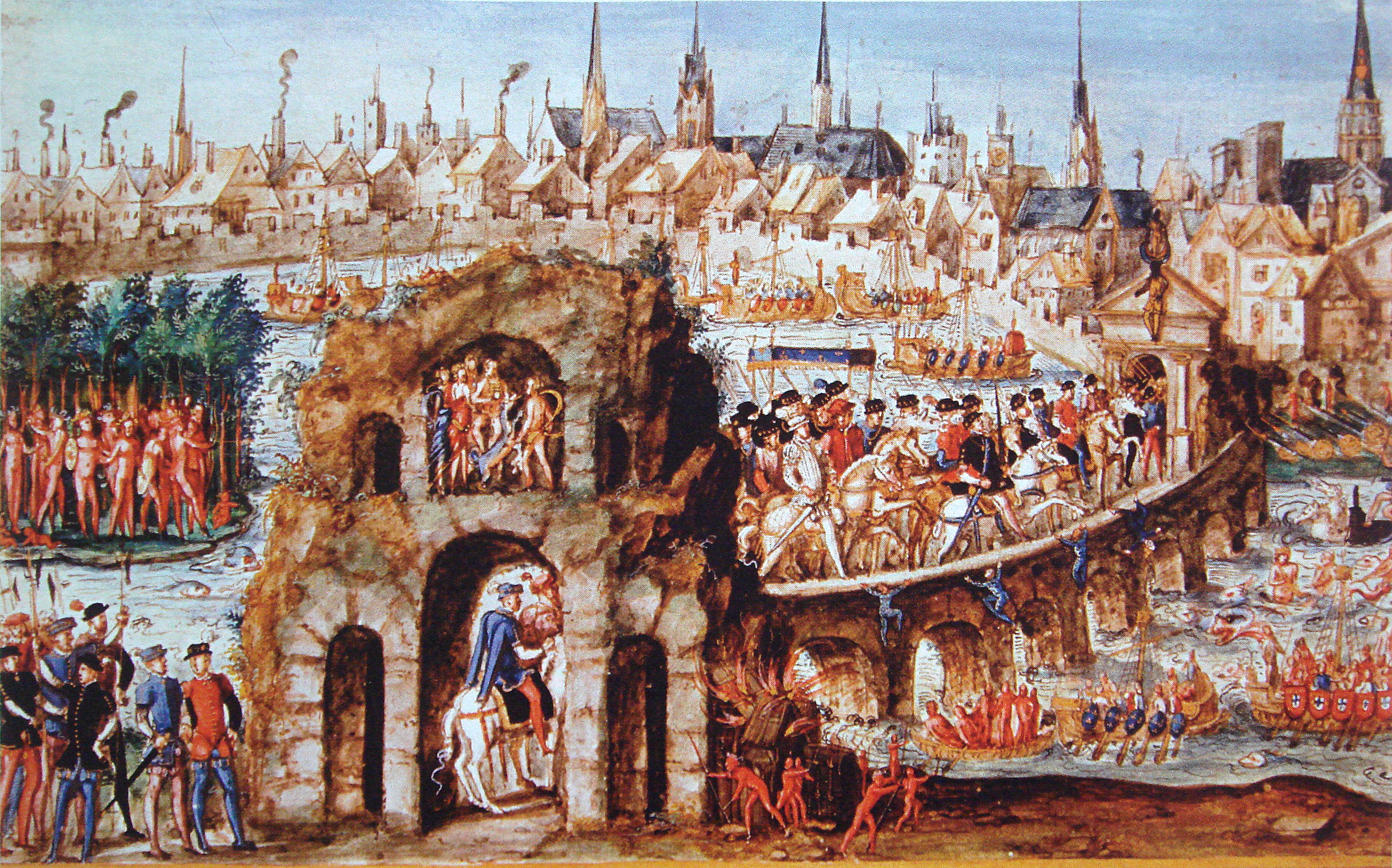
"Бразильський бал" для Генріха II в Руані 1 жовтня 1550 року. 300 оголених чоловіків були використані для ілюстрації життя в Бразилії та битви між союзниками Франції Тупінамбами та індіанцями Табаджаресу.

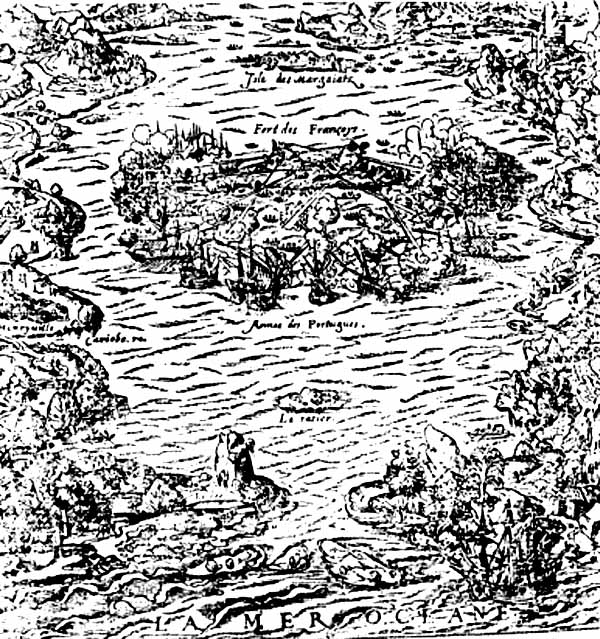
Захоплення португальцями французького острова Віллеганьон у Ріо-де-Жанейро 15 березня 1560 року.

Скоро після цього гугеноти, реформістські релігії яких були в конфлікті з французькою короною, спробували колонізувати Новий Світ для того, щоб знайти новий ґрунт для своєї релігії та оспорити присутність там католиків. 

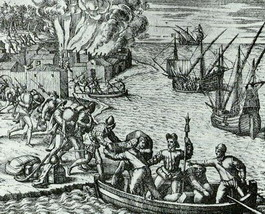
Гугенот Жак де Сорес грабує та спалює Гавану в 1555 році.

Деякі пірати-гугеноти, такі як Франсуа ле Клер, багаторазово нападали на католицьке судноплавство, здійснюючи набіги на порти Нового Світу. Гугеноти здійснили рейд на острів Гаїті в 1553 році, воюючи там проти іспанської католицької присутності, після чого відбувся набіг на Кубу. Жак де Сорес в 1555 році захопив Гавану.
Перші спроби колонізації були здійснені під час П'єра Річіра та Жана де Лері. Після нетривалого встановлення Антарктичної Франції в Бразилії з 1555 по 1567 роки їм довелося відмовитися від своїх намірів і, нарешті, відступити до Франції, зосереджуючись на місті Ла Рошель для організації опору.
Перша французька експедиція до Флориди відбулася в 1562 році, учасниками якої були протестанти, і її очолив Жан Рібо, який дозволив встановити на деякий час Форт Каролайн, названий на честь французького короля Карла IX.
Ці перші спроби колонізації гугенотів були захвачені католиками після репресій гугенотів у релігійних війнах Франції.

## Експансія (XVII століття)

### Північна Америка
Наприкінці свого правління Генріх IV почав розглядати можливості відкриття підприємств закордоном, а Америка і Левант були серед цих можливостей. У 1604 р. Французький дослідник Самюель де Шамплен ініціював перше важливе залучення Франції у простір Північної Америки, засновуючи Порт Рояль як перше постійне європейське поселення в Північній Америці на північ від Флориди у 1605 р., та відкриваючи першу постійну французьку установу в Квебеку в 1608 році.
У 1632 році Ісаак де Разіллі долучився за проханням кардинала Рішельє в колонізацію Акадії, заволодівши поселенням в Порт-Роялі (нині Аннаполіс-Роял, Нова Шотландія ) та перетворивши його у французьку колонію. Король надав Разіллі офіційний титул генерал-лейтенанта Нової Франції. Він взяв на себе такі військові завдання, як наказ про взяття під контроль Форт Пентагует в Кастіні (штат Мен) на затоці Пенобскот, який був наданий Франції в попередньому договорі, і повідомлення англійців про те, що вони повинні звільнити всі землі на північ від Пемакіда. Це призвело до відновлення всіх французьких інтересів щодо Акадії.
24 липня 1684 р. Роберт де Ла Саль виїхав з Ла-Рошель (Франція) з метою створення колонії в гирлі штату Міссісіпі, зрештою заснувавши форт Сент-Луїс в Техасі.
Французький колоніальний привід збільшився у 17 столітті, а «підкорення душ» стало невід’ємною частиною конституції Нової Франції, що призвело до розвитку Єзуїтських місій у Північній Америці. Зусилля єзуїтів у Північній Америці були паралельно рівносильними місіям єзуїтів в Китаї з іншого боку світу.
У Франції гугеноти були остаточно розбиті королівськими силами в облозі Ла-Рошель (1627–1628): кардинал Рішельє заблокував місто на 14 місяців, допоки місто не визнало поразку і не втратило свого мера та певні привілеї. Посилення переслідування гугенотів завершилося скасуванням Едиктом Фонтенбло Людовіка XIV у 1685 році. Багато гугенотів емігрували, заснувавши в 1689 році такі міста як Нью-Рошель поблизу сьогоднішнього Нью-Йорка.

### Південна Америка
Колонізуюча партія чисельністю 500 осіб та місія чотирьох францисканців були відправлені під патентним листом 1611 року від регента Марії Медічі.
Колоніальним підприємством щодо створення «Екваторіальної Франції» керували Даніель де ла Туш, Сеур де ла Равардіер та Франсуа де Разіллі. Пізніше форпост стане містом Сан-Луїс. Французи прибули на острів у серпні 1612 року. Одним із завдань місії було налагодження торгівлі бразиллю та тютюном. Коли Франція та Іспанія (включаючи Португалію в Піренейському союзі) стали союзниками завдяки шлюбу Людовіка XIII з Анною Австрійською в 1615 році, підтримка колонії була припинена, а колоністи відмовилися від своїх намірів. Португальцям незабаром вдалося вигнати французів із колонії.
У 1624 році розпочалося поселення уздовж узбережжя Південної Америки на території сучасноїФранцузької Гвіани.

### Вест-Індія
Французи також почали створювати менші, але вигідніші колонії у Вест-Індії. У 1625 році була заснована колонія в Сент-Кіттсі, яка управлялась разом з англійцями до моменту укладення Утрехтського миру 1713 року, за умовами якого колонія була окупована французами в повному обсязі.
У 1635 році компанія Compagnie des Îles de l'Amérique заснувала колонії в Гваделупі та Мартиніці, а згодом до 1650 року була заснована колонія на Сент-Люсії. Продовольчі плантації цих колоній були побудовані та підтримувані рабами, при цьому постачання рабів залежало від работоргівлі Африки. Місцевий опір корінних народів (індіанців) призвів до вигнання з Карибу у 1660 році.
Найважливіші колоніальні володіння Карибського басейну постали лише до 1664 року, коли на західній половині іспанського острова Гаїті була заснована колонія Сен-Домінго (сучасна Гаїті).

## Консолідація та конфлікт (XVIII століття)

### Трикутна торгівля
Трикутна торгівля постійно розвивалася і стала надзвичайно процвітаючою, відзначалася інтенсивними обмінами з Новим світом (Нова Франція в Канаді та Антильські острови). Французькі міста Атлантичного узбережжя, головним чином Нант, Ла-Рошель та Бордо, характеризувались значною активністю в трикутній торгівлі з Новим Світом, займаючись работоргівлею з Африкою, торгівлею цукром з плантаціями Антильських островів та торгівлею хутром з Канадою. Це був період приніс багато мистецьких, культурних та архітектурних досягнень для цих міст. У 18 столітті Сен-Домінго став найбагатшою колонією цукру на Карибському басейні. 
21 вересня 1711 року в 11-денному бою Корсар Рене Дюге-Труен захопив Ріо-де-Жанейро в битві при Ріо-де-Жанейро з дванадцятьма кораблями та 6 000 чоловік, незважаючи на оборону, що складалася з семи кораблів, п'яти фортів і 12 000 чоловік; він утримував губернатора, очікуючи викуп. Інвестори цього підприємства подвоїли кількість своїх коштів, а Дюге-Труен отримав підвищення по служб, ставши генеральним лейтенантом де-ла-Марину.

### Територіальні конфлікти на Півночі
Північна Америка стала важливим театром конфлікту між Францією та Великою Британією у семирічній війні (1756–1763), відомого як Франко-індіанська війна. Королівські французькі сили об'єдналися з різними корінними американськими силами у франко-індійський союз. Конфлікт, який став четвертою колоніальною війною між народами Франції та Великої Британії, призвів до завоювання Великою Британією Канади. Результат цього став одним із найзначніших подій Другої столітньої війни.
Для компенсації втрати Іспанією, союзницею Франції,  Флориди британцям Франція передала свій контроль над французькою Луїзіаною на захід від річки Міссісіпі. Колоніальна присутність Франції на північ від Карибського басейну зводилася до крихітних островів Сен-П'єр і Мікелон, що затверджувало позицію Великої Британії як домінуючої колоніальної влади в Північній Америці.
Східна частина Іспаніоли (сучасна Домініканська Республіка) також на короткий термін потрапила під владу Франції, після того як вона була передана Франції Іспанією в 1795 році.

### Американська війна за незалежність
Незабаром Франція знову приєдналася до Північної Америки, цього разу підтримуючи американську революційну війну за незалежність. Франко-американський союз утворився в 1778 р. між Францією за правління Людовика XVI та США під час американської революційної війни. Франція успішно сприяла вигнанню британців із новостворених Сполучених Штатів. 3 вересня 1783 року був підписаний Паризький договір, що визнав американську незалежність і сприяв припиненню бойових дій.
Після того як Французька революція в 1793 р. призвела до війни між Британією (провідним торговим партнером Америки) та Францією (старим союзником, який і зараз ним є), Вашингтон та його кабінет прийняли рішення про політику нейтралітету. У 1795 році Вашингтон підтримав Договір Джея, розроблений міністром фінансів Олександром Гамілтоном, щоб уникнути війни з Британією та заохотити владу над торгівлею. Джефферсоняни жорстоко виступали проти договору, але підтримка Вашингтона виявилася вирішальною, і США та Велика Британія стали характеризуватись дружніми відносинами, що тривали протягом десятиліття. Однак зовнішньополітична суперечка поляризувала партії у своїй країнах, що призвело до створення Першої партійної системи.
Договір Джея переконував Париж у тому, що США більше не є другом. До 1797 року французи відкрито захопили американські кораблі, що призвело до неоголошеної війни, відомої під назвою Квазі-війна 1798–1799 років. Президент Джон Адамс спробував застосувати дипломатію, проте це не допомогло. У 1798 році французи вимагали від американських дипломатів величезних хабарів, щоб зустрітись з міністром закордонних справ Франції Талейраном, якого американці відмовились визнавати. Джефферсонські республіканці, що підозріло ставились до Адамса, вимагали документації, яку Адамс випустив, використовуючи X, Y і Z як коди для імен французьких дипломатів. Справа XYZ розпалила хвилю націоналістичних настроїв. Конгрес США схвалив план Адамса щодо організації ВМС. Адамс неохоче підписав Акти про дії чужорідних та крамолів як міру воєнного часу. У 1800 році Адамс порвав стосунки з гамільтонським крилом своєї Федералістичної партії і уклав мир з Францією.

## XIX століття

### Втрата Санто-Домінго
22 серпня 1791 р. розпочалося широко розповсюджене повстання рабів Гаїтянської революції, що завершилося створенням у 1804 році незалежної імперії Гаїті.

### Продажі Луїзіани в США (1803)
Наполеон Бонапарт вирішив не утримувати величезну територію Луїзіани, якою досі володіла Франція. Армія, яку він направив, щоб заволодіти колонією, спочатку вимагала провести революцію в Сан-Домінго (тепер Гаїті); невиконання цієї умови в поєднанні з розірванням Ам'єнського миру з Великою Британією спонукало Наполеона продати Луїзіану молодим Сполученим Штатам. Її було продано 30 квітня 1803 року за 80 мільйонів франків (15 мільйонів доларів). Американський суверенітет над цією територією був встановлений 20 грудня 1803 року.

### Мексиканське втручання
За Наполеона III французи провели велику експедицію до Мексики, що отримала назву французької інтервенції в Мексику (січень 1862 - березень 1867). Наполеон, використовуючи в якості приводу до інтервенції відмову Мексиканської Республіки сплачувати свої зовнішні борги, планував утворити французьку сферу впливу в Північній Америці, створивши монархію, підтримувану Францією в Мексиці, та проект, який підтримали б мексиканські консерватори, що обурювалися Лаїцизму Мексиканської Республіки. Але його імперські мрії в Мексиці закінчилися б невдачею. США не змогли запобігти цій суперечці навколо доктрини Монро через американську громадянську війну; Наполеон сподівався, що конфедерати переможуть у цьому конфлікті, вважаючи, що вони приймуть новий режим у Мексиці.

### Роль Франції в американській громадянській війні
Під час Громадянської війни в США, Наполеон III перебував у Франції, з метою обговорити з європейськими державами визнання Конфедеративних штатів Америки. Деякий час Наполеон III охоче прагнув офіційно визнати Конфедерацію, особливо після краху бавовняної промисловості та зміни режиму в Мексиці. Деякі історики також припускають, що його спонукало бажання роз'єднати американські держави. Протягом 1862 року Наполеон III розважав дипломатів Конфедерації, висловлюючи сподівання, що він в односторонньому порядку визнає Конфедерацію. Однак імператор не міг би багато чого зробити, не підтримуючи Сполучене Королівство, а Конфедерацію він так і ніколи офіційно не визнавав.
В останні роки 19 століття зовнішня політика Франції була зосереджена на боротьбі за Африку та на колоніях в Азії, що стосувалися зростання впливу Німеччини в Європі. Америка не була першочерговою проблемою.

## XX століття
В умовах більш активного пошуку нових союзників, коли Франція воювала з Німеччиною в 1914 році, французькі відносини з Новим світом раптом набули великого значення. Ньюфаундленд, Канада та Британська Вест-Індія негайно розпочали війну як частини Британської імперії. Однак французьке канадське населення було в набагато меншій мірі задіяне у війні, незважаючи на заклики захистити батьківщину предків. Можливий вступ Сполучених Штатів у війну стало головним стимулом для союзників на Західному фронті, включаючи Францію; це також дало можливість латиноамериканським союзникам США оголосити війну Центральним державам (хоча вони не відправляли війська до Європи), включаючи Кубу, Панаму, Гватемалу, Нікарагуа, Коста-Ріку, Гондурас та Гаїті. Бразилія внесла також військово-морський внесок проти німецьких підводних човнів.
Після війни Франція знову була задіяна в європейські та колоніальні проблеми, а особливо її турбувала загроза німецького переозброєння. Після Французької кампанії у 1940 році Францію представляли два урядові суперники, які намагалися здобути міжнародне визнання та підтримати відносини з Новим Світом. Конфлікт між вільним французьким рухом та режимом Віші перейшов до Америки після захоплення вільними французами в 1941 році островів Сен-П'єр та Мікелон. Як і в минулій світовій війні, можливий вступ Сполучених Штатів у конфлікт означав посилення впливу більшості латиноамериканських держав. 21 липня 1940 р. Організація Американських держав створила в Америці регіональний пакт оборони, щоб утримати сили Осі, проте зовсім небагато країн Латинської Америки відправили свої війська до Європи. Найбільший вплив зв’язків Франції з Новим світом під час війни, а можливо, і за всю французьку історію, зробили внески американських та канадських сил, які висадилися в Нормандії під час операції «Нептун», та брали участь у подальшому визволенні Франції. Насправді, генерал де Голль приземлився на плацдармі Джуно, де канадці вперше вийшли на берег.
Після війни Франція вступила до Організації Північноатлантичного договору разом з Канадою та США, для запобігання повторенню окупації Франції вторгненням якоїсь держави, цього разу Радянським Союзом. Відносини Франції з Новим світом (принаймні з цією частиною) були набагато ближчими, ніж протягом століття, проте напруження тепер вже стало сильнішим. І Канада і США відмовилися підтримати дії Франції під час Суецької кризи в 1957 році, натомість вони підтримали швидку французьку деколонізацію в Африці. Напруга з англомовними країнами Північної Америки стала особливо напруженою після того, як у 1958 році Шарль де Голль став президентом Франції. Він розчарував США, вилучивши французькі сили з командної структури НАТО в 1959 році. Також він розлютив Канаду, сказавши у своїй <i id="mwAXw">вільній</i> промові <i id="mwAXw">Vive le Québec</i> 1967 року в Монреалі що нібито підтримує відокремлення Квебеку.
З початку 50-х років, Франція також брала участь у заснуванні Європейського економічного співтовариства (сучасний Європейський Союз) як головного світового торгового блоку, що часто призводив до торговельних суперечок із країнами Нового Світу, особливо з питань сільськогосподарських субсидій та тарифів.

## XXI століття
Зараз Франція має три заморські департаменти в Америці: Гваделупа, Мартиніка та Французька Гвіана та три заморські спільноти: Сен-П'єр і Мікелон, Сен-Мартен і Сен-Бартелемі.
Щодо відносин у сфері безпеки між Францією та США, то вони значно зміцнились після теракту 11 вересня 2001 року та участі Франції в американському вторгненні в Афганістан. Однак ця близькість була нетривалою. Політичні відносини між Францією та США були напружені вокальною французькою популярною та урядовою опозицією проти вторгнення США в Ірак 2003 року. Однак більшість країн Нового Світу, особливо більш населених країн, у цій ситуації були на стороні Франції, а не США. Сальвадор, Домініканська Республіка, Гондурас, Нікарагуа брали участь у міжнародних коаліційних силах Іраку, тоді як уряди Аргентини, Бразилії, Канади, Чилі, Куби, Домініки, Еквадору, Мексики та Венесуели публічно виступали проти війни в Іраку.
З часу заміни Джорджа Буша та Жака Ширака Бараком Обамою та Ніколя Саркозі відповідно франко-американські відносини значно покращилися. Франція була учасницею суперечок з латиноамериканськими країнами, в тому числі з Колумбією щодо вирішення подальшої долі Íнгріда Бетанкура та з Мексикою через Флоренції Кассез. Відносини з Канадою за Стівена Харпера були досить тісними.     
[джерело?]
Вибори президента США Дональда Трампа та кандидатура Маріон Марешаль відображають паралельне посилення націоналістичних настроїв серед консерваторів як у США, так і у Франції, сприймаючи імміграцію та глобалізм як перешкоду процвітанню та безпеці.

## Подальше читання
- Anderson, Fred. Crucible of War: The Seven Years' War and the Fate of Empire in British North America, 1754–1766 (2007).
- Blumenthal, Henry. France and the United States; Their Diplomatic Relation, 1789–1914 (1970).
- Boucher, Philip P. France and the American Tropics to 1700: Tropics of Discontent? (2007).
- Brazeau, Brian. Writing a new France, 1604–1632: empire and early modern French identity (2009).
- Dickason, Olive Patricia. The Myth of the Savage: and the Beginnings of French Colonialism in the Americas (1984).
- Eccles, W. J. The Canadian Frontier, 1534–1760 (1983).
- Eccles, W. J. France in America (1990).
- Moogk, Peter N. La Nouvelle France: the making of French Canada: a cultural history (2000).
- Roberts, Walter Adolphe. The French in the West Indies (1971).